# R. Oldenbourg Verlag
Der R. Oldenbourg Verlag ist ein 1858 von Rudolf Oldenbourg (1811–1903) gegründeter Buch- und Zeitschriftenverlag, vormals mit den Schwerpunkten Wissenschaft, Technik und Schulbücher. Über Jahrzehnte hinweg wurde die Oldenbourg-Verlagsgruppe aufgebaut, die ein familiengeführtes Unternehmen war und schließlich im Ganzen 2004 veräußert wurde. Von der ehemaligen Verlagsgruppe existiert heute nur noch der «R. Oldenbourg Schulbuchverlag».

## Unternehmensentwicklung

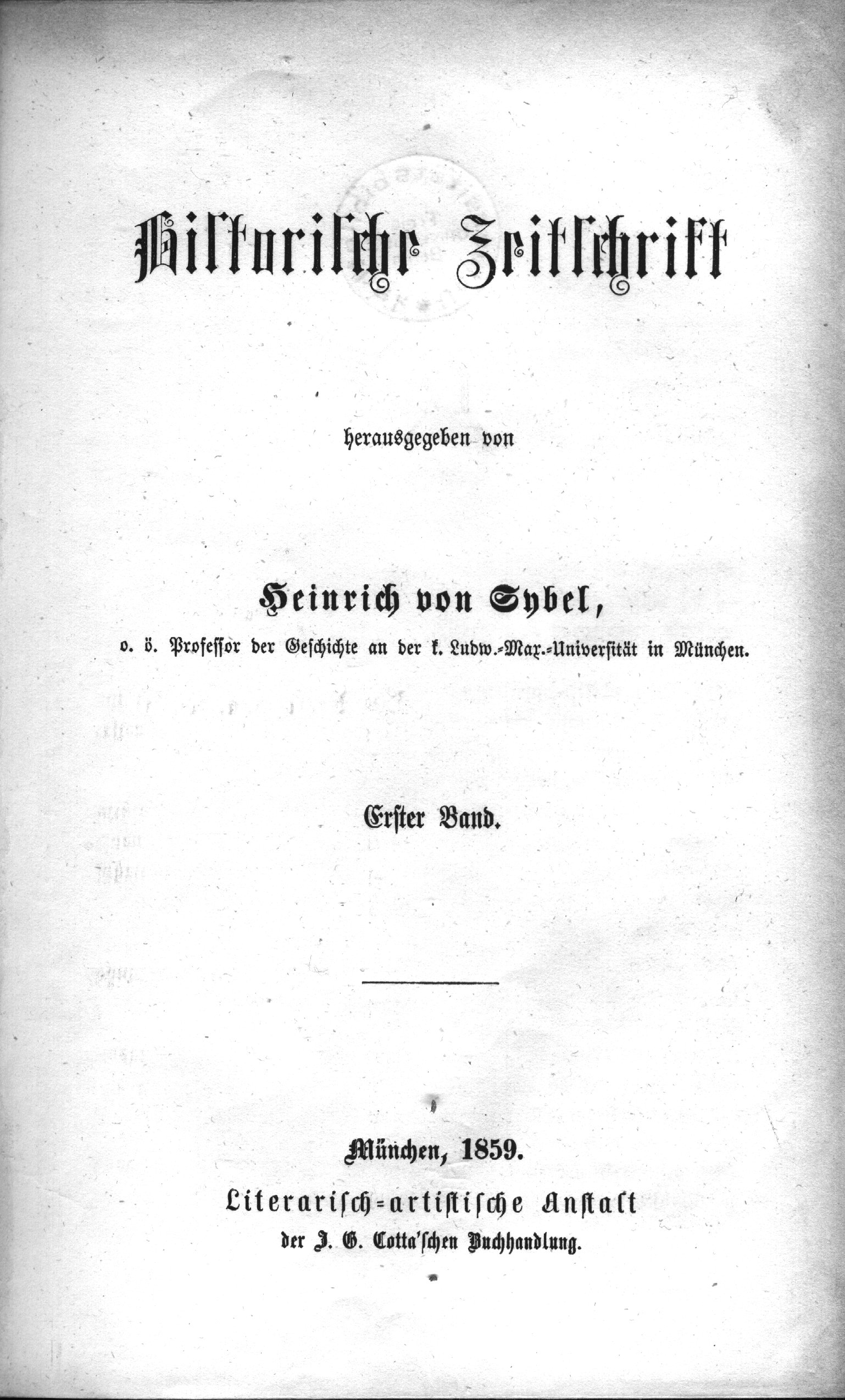
Historische Zeitschrift, Titelblatt des ersten Bandes 1859

Die technische Zeitschrift Journal für Gasbeleuchtung und verwandte Beleuchtungsarten war 1858 das erste Produkt des Oldenbourg-Verlages. Im Folgejahr begründete Rudolf Oldenbourg mit Heinrich von Sybel als Herausgeber die für die deutsche Geschichtswissenschaft wichtige Historische Zeitschrift, die jedoch zunächst in der Cotta’schen Verlagsbuchhandlung verlegt wurde. 1873 kam der Bereich Schulbücher hinzu.
Bereits im 19. Jahrhundert publizierten bekannte Wissenschaftler im Verlag Oldenbourgs, darunter Heinrich von Sybel, der Literaturnobelpreisträger Paul Heyse oder der Chemiker und Hygieniker Max von Pettenkofer. Im 20. Jahrhundert förderte der Verlag unter anderem den Raumfahrtpionier Hermann Oberth und verlegt bekannte Reihen wie Oldenbourg Grundriss der Geschichte unter seinem Namen.
Der Oldenbourg Verlag befand sich bis 2004 im Besitz der Familie Oldenbourg und wurde anschließend als Oldenbourg Verlagsgruppe an den Cornelsen Verlag verkauft. Zu den Oldenbourg-Verlagen gehörten der Oldenbourg Industrieverlag, Oldenbourg Wissenschaftsverlag, der Oldenbourg Schulbuchverlag mit seinem Tochterverlag Bayerischer Schulbuchverlag (bsv) sowie der Akademie Verlag.
Am 3. Juni 2008 feierte die Oldenbourg Verlagsgruppe, die von 2004 bis 2012 zur Cornelsen-Gruppe gehörte, im Deutschen Museum ihr 150-jähriges Bestehen. Zu diesem Anlass richtete das Museum für drei Monate eine Ausstellung zum Oldenbourg Verlag ein; der Verlag gab eine Festschrift über seine Geschichte heraus.
Der Oldenbourg Industrieverlag wurde 2009 von Cornelsen an die Langenscheidt-Gruppe verkauft. Seit Anfang 2010 ist der Oldenbourg Industrieverlag Teil der ACM-Mediengruppe und wurde Ende 2012 in „Deutscher Industrieverlag“ umbenannt.
Rückwirkend zum 1. Januar 2013 wurden der Oldenbourg Wissenschaftsverlag und der Akademie-Verlag vom Verlag Walter de Gruyter aus dem Buch- und Zeitschriftenprogramm von Cornelsen herausgekauft. De Gruyter hat in seinem Verlagshaus ein Imprint namens "de Gruyter Oldenbourg" eingerichtet.
Der Oldenbourg-Schulbuchverlag existiert bis heute und ist heute Teil der Cornelsen-Verlagsgruppe.

## Gegenwart

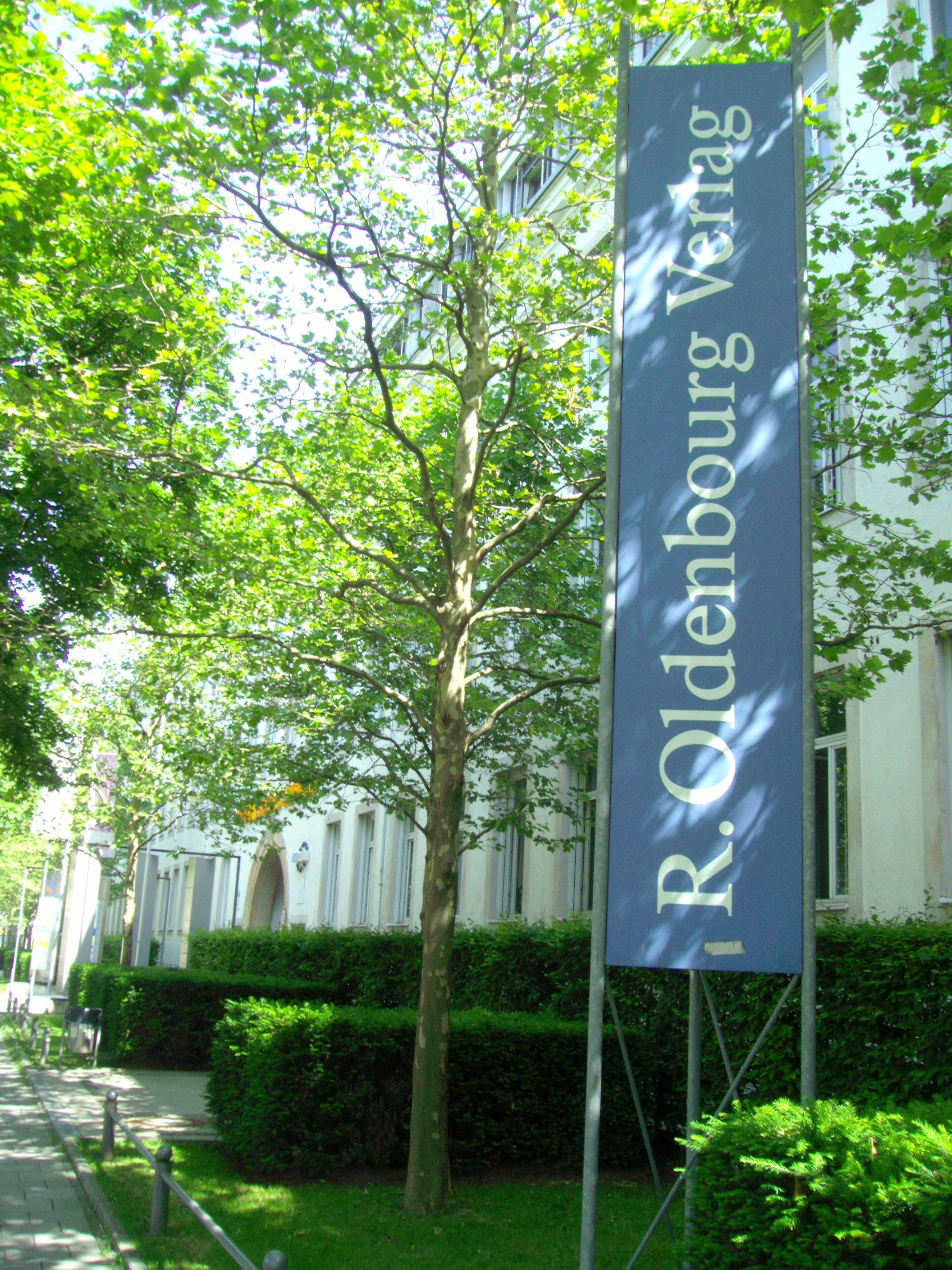
Verlagsschriftzug vor der ehem. Zentrale in München

Der Hauptsitz des Verlages ist München, die Zentrale befand sich lange Zeit in der Rosenheimer Straße 145. Seit dem 1. Januar 2013 ist der Verlag im Haus Nummer 143 zu finden. Zum Verlag gehörte zudem eine Druckerei, die sich in Kirchheim bei München befand. Sie wurde 2005 von einem anderen Unternehmen übernommen.